# Nolan Gottlieb
Pour les articles homonymes, voir Gottlieb.
Nolan Gottlieb (né en 1982) est un joueur américain de basket-ball ayant évolué en NCAA Division II  avant de devenir entraîneur assistant de l'équipe de basket-ball de la Anderson University de Caroline du Sud. Il souffre de mucoviscidose.